# Nishineuria cornuta
Nishineuria cornuta és una espècie d'insecte pertanyent a la família dels pèrlids i l'única del gènere Nishineuria.